# Listă de partide politice din Ungaria

## Partide actuale
- FIDESZ - Partidul Conservator
- MSZP - Partidul Socialist
- DK - Partidul Social Liberal
- Momentum - Partidul Liberal
- Párbeszéd - Partidul Verde
- LMP - Partidul Liberal Verde
- MKP - Partidul Comunist
- KDNP - Partidul Creștin Democrat
- Jobbik - Partidul de Dreapta

## Partide din trecut
- MDF
- SZDSZ
- MIÉP
- Hungarista Párt
- Magyar Szocialista Munkáspárt
- Szabadelvű Párt
- Magyar Dolgozók Pártja
- Demokrata Néppárt